# Wiki Loves Pride

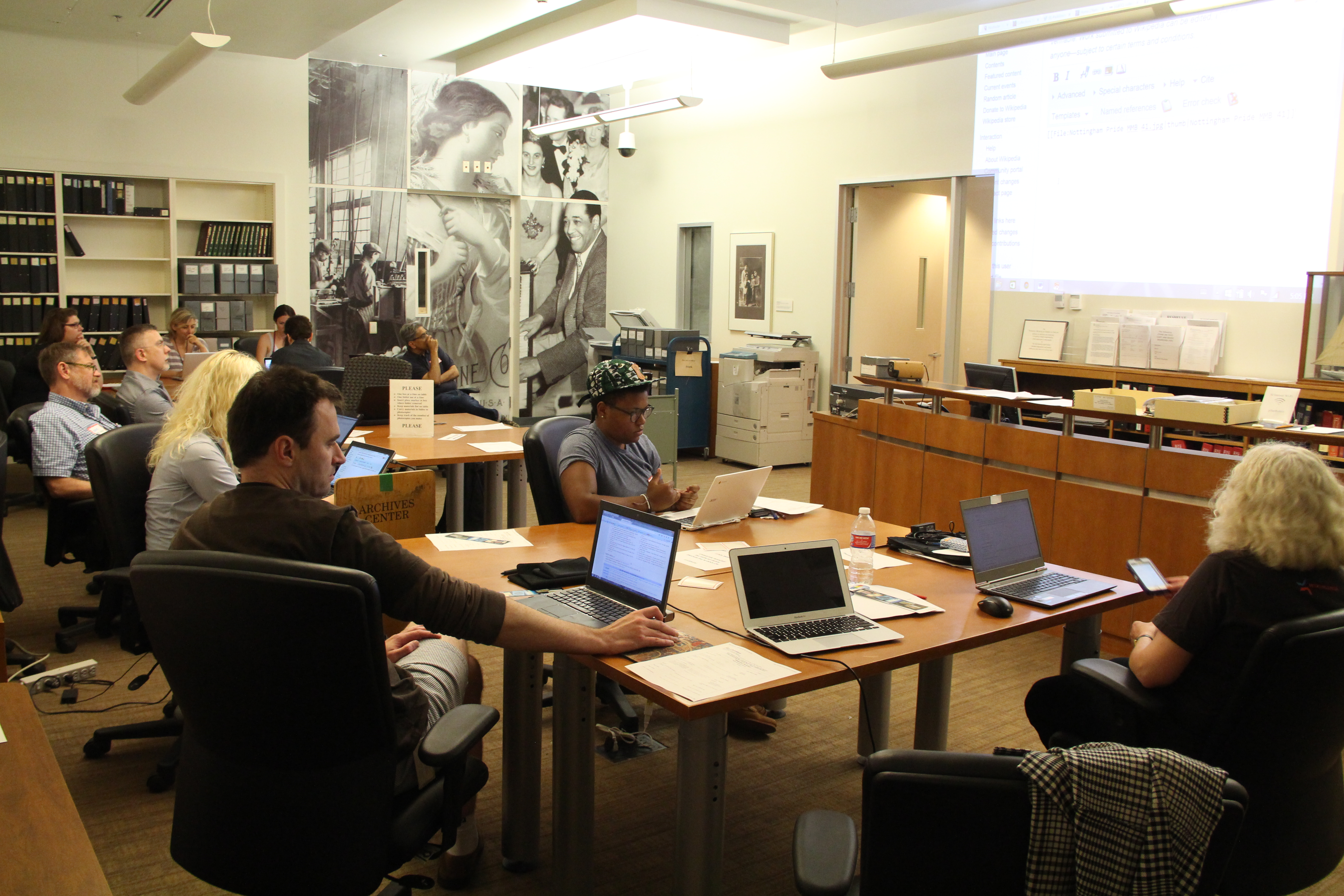
Những người tham gia Wiki Loves Pride tại Bảo tàng Lịch sử Quốc gia Hoa Kỳ ở Washington, D.C., năm 2015

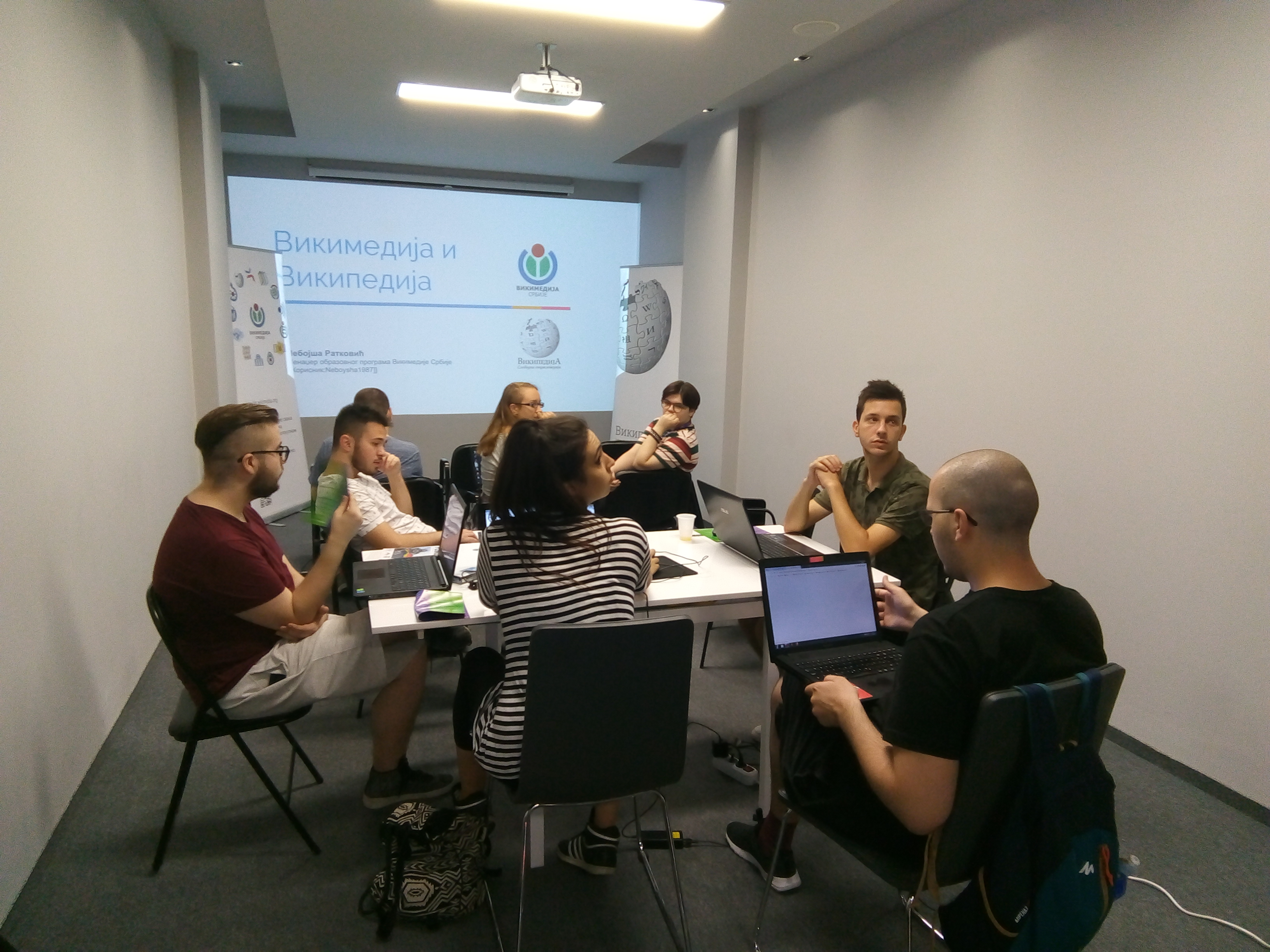
Những người tham gia Wiki Loves Pride tại Trung tâm Thông tin Pride, Belgrade (2018)

Wiki Loves Pride là cuộc vận động nhằm cải thiện nội dung liên quan đến LGBT trên Wikipedia và các dự án khác trong phong trào Wikimedia.

## Mô tả
Wiki Loves Pride chủ yếu nhằm cải thiện nội dung liên quan đến LGBT trên Wikipedia và các dự án khác trong phong trào Wikimedia. Dự án tìm cách tạo các mục từ điển bách khoa toàn thư mới và cải thiện phạm vi bao quát hiện có về các sự kiện, nhân vật, và địa điểm đáng chú ý của LGBT, và những sự kiện edit-a-thon được tổ chức để tạo điều kiện cho các biên tập viên quan tâm cộng tác. Ngoài việc tạo nội dung, những người tham gia còn hợp tác dịch các bài viết sang các ngôn ngữ khác và chụp ảnh những buổi diễu hành đồng tính và các sự kiện khác. "Lễ kỷ niệm đồng tính" được tập trung vào khoảng tháng 6 và tháng 10, "theo truyền thống là những tháng mà cộng đồng đồng tính nữ, đồng tính nam, song tính và chuyển giới (LGBT) trên khắp thế giới kỷ niệm lịch sử và văn hóa LGBT.."

## Lịch sử
Chiến dịch được phát động với sự hỗ trợ của Wikimedia Foundation vào năm 2014. Các hoạt động đã được tổ chức tại ít nhất một chục thành phố ở Mỹ, cũng như Bangalore và New Delhi tại Ấn Độ. Người sáng lập tổ chức LGBT Queerala đã tổ chức buổi edit-a-thon tại Kochi vào năm 2015, với sự hỗ trợ từ chi bộ Wikimedia dành cho Ấn Độ; những người tham dự đã tạo hơn một chục mục mới cho Wikipedia tiếng Malayalam. Đến năm 2019, 80 sự kiện đã được tổ chức tại 18 quốc gia; hàng tá sự kiện Wiki Loves Pride được tổ chức tại các thư viện, chủ yếu ở Mỹ và bao gồm cả thư viện của Đại học Bucknell và Thư viện Trung tâm Minneapolis. Các thủ thư chủ nhà "đã giúp thiết lập không gian, định vị tài nguyên để cải thiện các bài viết trên Wikipedia, giúp trích dẫn, và đôi khi chỉ đến tự chỉnh sửa và hướng dẫn thành viên mới".
Các sự kiện trên cũng được Bảo tàng Nghệ thuật Metropolitan, Bảo tàng Nghệ thuật Hiện đại, Thư viện Công cộng New York, và Đại học Nova Southeastern đứng ra tổ chức.